# Huansu H5

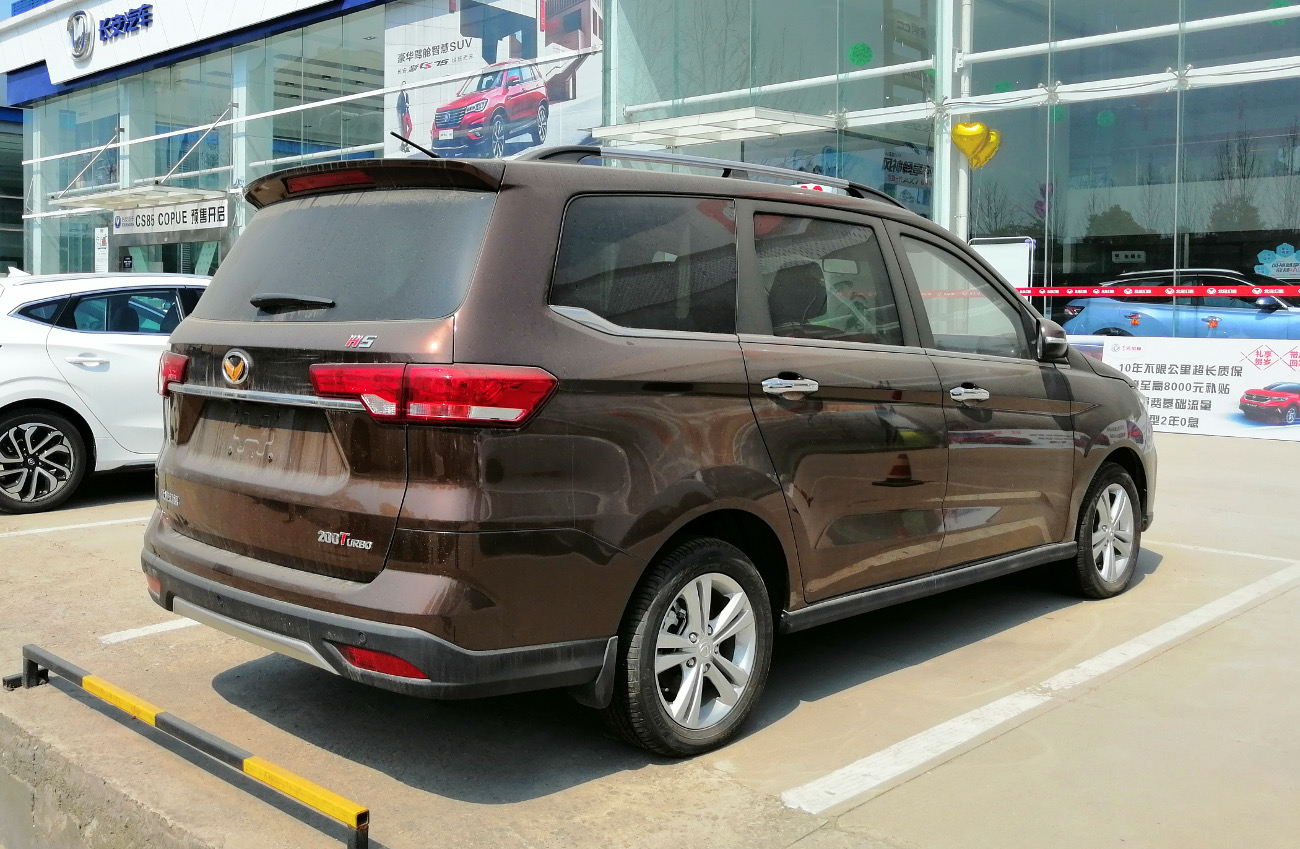
Вид сзади

Huansu H5 — минивэн, выпускавшийся подразделением Huansu автомобильной корпорации Chongqing Bisu, которая тесно связана с Beiqi-Yinxiang — совместным предприятием Beijing Auto (Beiqi) и Yinxiang Group.

## Описание
Huansu H5, запущенный в производство в 2017 году, выпускался на той же платформе, что и Bisu T5. Вместимость автомобиля составляет 6 мест, колёсная база — 2760 мм, длина — 4750 мм, ширина и высота — 1800 мм, а снаряжённая масса — 1620 кг.

### Технические характеристики
Huansu H5 оснащён четырёхцилиндровым бензиновым турбодвигателем с четырьмя клапанами на цилиндр объёмом 1298 см3, мощностью 98 кВт. Коробка передач — бесступенчатая.

## Продажи
Первый Huansu H5 был продан в сентябре 2017 года. В 2017 году было продано 2132 модели, а в последующие два года было продано 1382 и 399 автомобилей. Последние автомобили были проданы в июле 2019 года.